# Sötét Hórusz
A Sötét Hórusz egy 2011-ben megjelent sci-fi regény, a Főnix Könyvműhely kiadó gondozásában jelent meg . A könyv a Gender Krónikák történetileg tizenegyedik, megjelenést tekintve első könyve.
Az írás 2008-ban, a Kossuth Kiadó regénypályázatán különdíjat nyert.

## A szerzőség kérdése
A könyv címlapján szerzőként a Ta-mia Sansa név olvasható, mely Snyehola Anett mindenkori írói álneve.

## A cím jelentése
A főszereplő, Nekhti Starr eredeti neve, Kha-Ra Noire: a regény fiktív világában a Kha-Ra a Hórusz név női megfelelője, míg a Noire ugyan feketét jelent, ám a halott nyelvi emlékek torzultak, ezért sötétként ismerik a francia szót.
Ezer évvel korábban, a próféciákban Sötét Hóruszként szerepel az egyszer majd eljövendő pusztító isten, mely eltörli a Rendet a Földről - ezt az elnevezést értelmezték félre a későbbi Firstcatek.

## Műfaji besorolás
A történet a jövőben játszódik, a sorozat még meg nem jelent első kötete 2108-ban (A.E.8908), itt a Földön kezdődik. A Sötét Hórusz a mi időszámításunk szerinti 3513-18-ban (A. E. 10313 – 10318.) történt eseményeket meséli el.
Ebből következően a regény alapbesorolása sci-fi. A cselekmény ismeretében pedig társadalomrajz, utópia, kalandregény is lehet, ugyanakkor érinti a gender-elmélet több kérdését is.
A kötet 16-os korhatárbesorolást kapott.

## A történet háttere

### Saját idővonal
Maga a Gender Krónikák sorozat egy sajátos idővonallal rendelkezik.
2108-ban az emberiség történelmében először sikerült kapcsolatba lépni egy fejlett idegen civilizációval, a felettébb békés pavonisokkal. Ám a társadalom nagy része, különösen az Egyesült Országok Szövetségének élén álló elnök számára a profit, a még több vagyon szerzése vált a legfontosabbá; az élet elértéktelenedett. A sorozat első kötete betekintést nyújt a jövő azon szakaszába, amely később a menekülés éveként híresült el.
A második kötettől kezdve az új világban új naptár kerül bevezetésre, ez 6800 évvel tér el a mi naptárunktól. A 6800 év kulcsfontosságú, egy korábbi feltételezett találkozás a pavonisokkal.

### A lonecatek
Egyfajta szuperlények, telepatikus képességekkel, magas ESP-értékkel. Létrehozásuk célja Bubastis védelme volt. Képességeik ára viszonylag rövid élettartamukban nyilvánul meg, átlagos életkoruk 30-35 év. 
Fizikai erejük meghaladja az egyszerű emberekét, harcilag képzettek. Stílus- és divatérzékük átlag feletti, „isteni” teremtményeknek tűnnek, szépségük miatt is. 
Minden lonecatnek van egy saját tudományterülete, melynek kiváló szakértője. Sohasem választhatják ketten ugyanazt a területet. 
Folyamatos kontroll és önmegtartóztatás jellemzi őket, kerülik az érzelemkinyilvánítást. Elszabaduló indulataik időjárási anomáliákat vonnak maguk után  Kerülnek mindennemű fizikai kontaktust. Az átváltozás (ld. később) után a szexuális aktusra is képtelenek.
Lonecat nem lehet akárki, minimum 50%-os genetikai megfeleltség szükséges, ez alatt az alany halálával jár a „transzformálás”. Az átváltozás irreverzibilis. A képességek folyamatosan jelentkeznek. 
A „lonecat-jelölt” nevelése már fiatal, néhány éves korban elkezdődik, ekkor még nem történik meg az átváltozás. Egy idősebb lonecat fogadja tanítványává az illetőt. Az esemény előtt a jelöltnek még joga van nemet mondani, és kilépni a rendből. Ez az utolsó lehetősége meggondolnia magát.
A társadalomtól elvonultan élnek, vezetőjük a Firstcat. Összesen mindig 9-en vannak, döntéshozatalnál a többségi szavazat dönt. A Rend vallásos jellemzőket is magán hordoz, így a lonecat-lét egyfajta magasztos áldozathozatalként jelenik meg a kívülállók szemében.
A krónikák beszélnek egy lonecatről, mely hatalmasabb mindenkinél. Ő később Sötét Hóruszként vonult be a történelembe.

### Bubastis
Bubastis gyéren lakott bolygóin nemi egyenjogúság van, béke, gazdagság és Dr. Cat Turney ezer évvel korábbi csodagabonájának, a dattarának köszönhetően ismeretlen fogalom az éhínség is. 
A fővárost a lonecatek védelmezik, létük a lakosság számára már-már legendaszámba meg. A népesség a jó ideje tartó béke miatt unatkozik, és elkezd lázadozni a lonecatek uralma ellen.

### Prentiest
A Földön hátramaradtak a második kirajzási hullám során benépesített bolygója, a Terrai Császárság része. Túlzsúfolt, nagyvárosias, melyben milliók éheznek. Technikailag és gazdaságilag is messze elmaradnak Bubastistól.
A társadalomban a nőket tárgyként kezelik, nincsenek jogaik, agymosás után, kopaszra borotválva, zsákruhában járatják őket. Prentiest lakói számára Bubastis egyenjogú társadalma elképzelhetetlen.

## Cselekmény
|  | Alább a cselekmény részletei következnek! |

1400 évvel járunk az első "kivonulás" után. Bubastis bolygóin egyetemes jólét uralkodik, a polgárok már-már unalomban töltik mindennapjaikat. Ma'at Grandhomme főkormányzó kölcsönös kereskedelmi és békeajánlattal érkezik a patriarchális berendezkedésű Terrai Császárság területére. A különbség a két világ között szembeszökő, Prentiesten a nők teljes elnyomásban élnek, míg Bubastison felfoghatatlan ez a fajta nemi megkülönböztetés. A tárgyalások kudarcot vallanak, ám Ma'at nem tér haza üres kézzel, elhozza magával a Császár Első Jobb Kezének albínó rabszolgáját, Nekhtit. Őt később a személyes testőrévé képezik ki. A nő folyamatosan küzd saját démonaival, a múltját próbálja elfelejteni, feldolgozni.
Néhány évvel később Bubastis lakói fellázadnak a legendás lonecatek ellen. Odaát Prentiest császára is haldoklik, így hatalmi viszályok fenyegetnek. Ebben a zűrzavarban pedig egy Bubastis elleni esetleges támadás is benne van.
Mindeközben a Rend egy ezeréves próféciától retteg, mely szerint eljő a Sötét Hórusz, aki pusztulást és szenvedést hoz a világra, megbosszulja az őt ért sérelmeket, és végleg eltörli a lonecatek uralmát.
|  | Itt a vége a cselekmény részletezésének! |

## Főbb karakterek
- Nekhti Starr - a főkormányzó testőre, később lonecat
- Ma'at Grandhomme - Bubastis főkormányzója
- Kemt Daly - Ma'at bátyja, aki a történet kezdetén tér vissza a Prentiestről
- Neht-Nofret - Firscat, a lonecatek vezetője
- Beth Innocente - lonecattanítvány
- Mau Coon - lonecat, szakterülete a csillagászat, szerelme Lawrence Manx.
- Lawrence Manx - lonecat, Beth mestere
- Andrew Williams - a Császár Első Jobb Keze, Nekhti korábbi "tulajdonosa"
- IV. August Leonard Metheiphorr - Prentiest Császára

## Érdekességek
- Bubastis egy alsóegyiptomi, ókori városról kapta a nevét.
- A sorozat több naprendszerben játszódik.
- Minden fejezet színhelye Bubastis, míg a fejezetenkénti közjátékoké Prentiest.
- Bubastis címerében a lefelé fordított háromszög előtt a Bubastis-Ragdoll páros jelképező két bolygókaréj látható, hátul a négy fekete kör pedig a négy tartomány.
- A két birodalom viszonylag két szélsőséges világrendet mutat be, a nemi szerepeket tekintve.
- A könyv elején szereplő álomjelenet sorainak nagy része az Anya és Gyermeke papiruszból való.
- A lonecat rend vallásos jellemzőket is magán hordoz, főleg az óegyiptomi hitvilágot tekintve. A lonecatek többször is idézik az Egyiptomi Halottaskönyv szavait, többük nyakláncán egy ankh lóg.
- A főkormányzó, Ma'at Grandhomme keresztneve Maat-ra, az igazság, a rend és törvény egyiptomi istennőjére utal.
- Tex Hole egy betűtípusról kapta a keresztnevét.
- Nekhti Starr vezetéknevét a szerző az Űrvadász-sorozat főhősétől, David Starrtől kölcsönözte - ugyanis e könyvek alapján kedvelte meg a műfajt.
- Több macskafaj is felbukkan a tulajdonneveknél: Mau Coon lonecat - Maine Coon, Ragdoll (mint Bubastis holdja) - ragdoll
- Lawrence macskáját Szíriusznak hívják, utalva ezzel a Szíriusz csillagra. Szerelmének, Maunak ugyanis a csillagászat a szakterülete.

## Fogadtatás
Többen Isaac Asimov Alapítvány és Robotuniverzumához hasonlítják a regényt: társadalmi sci-fi, illetve egy jövőbe elhelyezett, történelmileg összefüggő sorozat egyik középső darabja - többek között. 
A könyv a 2012-es Libri Aranykönyv szavazásán bekerült az 50 legjobb magyar nyelvű, szórakoztató mű közé.

## Kiegészítő kötet
2012-ben jelent meg, Forradások címmel, a Publio Kiadónál, ún. POD-kiadás formájában.

### A borító
A kötet borítója a szerző saját alkotása. Az előlapon lévő, nekünk háttal álló sötét alak nem más, mint a főszereplő, Nekhti Starr, míg a háttérben lévők: Uraeus Verse, Nereida Cast és Tod Kheshennuf. Hátoldalon a fülszöveg és Bubastis címere látható.

#### Műfaj
A regény szerkezete erősen eltér a Sötét Hóruszétól. Alapvetően egy elbeszélésgyűjtemény, a megszólaltatott alakok visszaemlékeznek egy-egy korábbi eseményre, melyek bővelkednek humoros, drámai, lélektani és horrorisztikus elemekben is.
A novellatöredékeket a kérdező és az interjúalanyok párbeszédei kötik össze, ezt a megoldást a szerző Isaac Asimov robotnovelláiból kölcsönözte.

#### Cselekmény
|  | Alább a cselekmény részletei következnek! |

Hekat Cerlyn, lonecat és történész, életrajzot kíván írni a hírhedt Nekhti Starr-ről, miután már száműzték az egykori Firstcatet. Azonban az adatbázisban semmi érdemleges információt nem talál a nőről. Ezért úgy gondolja, olyan embereket keres, akik ismerték őt, így megpróbál pontosabb információkat szerezni. Három embert keres fel.
Uraeus Verse képezte ki Nekhtit testőrré, ő ismeri egyedül az előéletét. Nereida Cast, egykori rendőrfőnök, immár a Szenátus tagja. Annak a hajónak az egykori kapitánya, amelyen Nekhti érkezett Bubastisba. 
Végül pedig Tod Kheshennufot, aki Ma'at személyi titkára volt.
A könyv 8 történetet mesél el Nekhti életéből, köztük azokat az eseményeket is, amelyekre csak utalás történik a Sötét Hóruszban.
|  | Itt a vége a cselekmény részletezésének! |